# Canaea similella
Canaea similella är en fjärilsart som beskrevs av Paul E. Whalley 1971. Canaea similella ingår i släktet Canaea och familjen Thyrididae. Inga underarter finns listade i Catalogue of Life.